# Dysaphis acroptilidis
Dysaphis acroptilidis är en insektsart. Dysaphis acroptilidis ingår i släktet Dysaphis och familjen långrörsbladlöss. Inga underarter finns listade i Catalogue of Life.